# Louis Merle
Pour les articles homonymes, voir Merle (homonymie).
Louis Merle est un médecin, historien régionaliste du Poitou, né le 16 février 1890 à Secondigny (Deux-Sèvres) et décédé le 8 octobre 1973 à Niort,,.

## Biographie
Médecin dans la région de Secondigny, Louis Merle fit des recherches en médecine et se passionna pour l'histoire des Deux-Sèvres et la Gâtine poitevine. Le docteur Merle fut le premier président, de 1968 à 1972, de la Fédération des Sociétés savantes et culturelles du département des Deux-Sèvres. Il était déjà président de la Société historique et scientifique des Deux-Sèvres.
Louis Merle écrivit de nombreux articles et signa plusieurs livres, dont celui sur l'évolution agraire de la Gâtine poitevine, publié avec le concours du Centre national de la recherche scientifique (CNRS) en 1958.
L'inventaire du fonds du docteur Louis Merle aux Archives départementales des Deux-Sèvres représente 26 ml.
Il contient de nombreuses notes sur les usages agricoles, la métairie en Gâtine, l'histoire des Deux-Sèvres, l'histoire de la médecine, des copies de titres de propriété et de la correspondance (du XIIIe au XXe siècle).

## Œuvres
- La formation territoriale du département des Deux-Sèvres, Niort, 1938 (mémoire de la Société historique des Deux-Sèvres).
- La métairie et l'évolution agraire de la Gâtine poitevine de la fin du Moyen Âge à la Révolution, Paris, SEVPEN, 1958, 252 p.
- L'étrange beau-père de Louis XIV. Constant d'Aubigné père de madame de Maintenon, Paris-Fontenay le Comte, Beauchesne-Lussaud, 1971.
- L’hôpital du Saint-Esprit à Niort (1665-1790). Contribution à l’histoire de la lutte contre la mendicité sous l’Ancien Régime, Fontenay le Comte, 1966.
- La vie et les œuvres du docteur Jean-Gabriel Gallot (1744-1794), Société des antiquaires de l'Ouest, Poitiers,  1961.